# Caratê nos Jogos Europeus de 2015 - Mais de 68 kg feminino
A competição feminina mais de 68 kg do caratê nos Jogos Europeus de 2015 foi realizada no Baku Crystal Hall em 14 de junho de 2015.

## Calendário
Horário de verão do Azerbaijão (UTC+5).
| Data        | Horário | Fase                |
| ----------- | ------- | ------------------- |
| 14 de junho | 10:00   | Fase qualificatória |
| 14 de junho | 15:30   | Semifinal           |
| 14 de junho | 17:00   | Final               |

## Medalhistas
| Ouro   | CRO Maša Martinović |
| Prata  | TUR Meltem Hocaoğlu |
| Bronze | RUS Ivanna Zaytseva |

## Resultados

### Fase qualificatória

#### Grupo A
| Atleta                 | J | V | E | D | Pontos | Pontos | Pontos |
| Atleta                 | J | V | E | D | GP     | GC     | Dif    |
| ---------------------- | - | - | - | - | ------ | ------ | ------ |
| CRO Maša Martinović    | 3 | 3 | 0 | 0 | 12     | 4      | +8     |
| SWE Hana Antunovic     | 3 | 1 | 1 | 1 | 11     | 4      | +7     |
| FRA Nadege Ait Ibrahim | 3 | 1 | 1 | 1 | 8      | 9      | -1     |
| AZE Aytan Samadli      | 3 | 0 | 0 | 3 | 2      | 16     | -14    |

|                        | Placar |                        |
| ---------------------- | ------ | ---------------------- |
| CRO Maša Martinović    | 2–1    | AZE Aytan Samadli      |
| FRA Nadege Ait Ibrahim | 1–1    | SWE Hana Antunovic     |
| CRO Maša Martinović    | 2–1    | SWE Hana Antunovic     |
| FRA Nadege Ait Ibrahim | 5–0    | AZE Aytan Samadli      |
| AZE Aytan Samadli      | 1–9    | SWE Hana Antunovic     |
| CRO Maša Martinović    | 8–2    | FRA Nadege Ait Ibrahim |

#### Grupo B
| Atleta               | J | V | E | D | Pontos | Pontos | Pontos |
| Atleta               | J | V | E | D | GP     | GC     | Dif    |
| -------------------- | - | - | - | - | ------ | ------ | ------ |
| TUR Meltem Hocaoglu  | 3 | 2 | 1 | 0 | 6      | 1      | +5     |
| RUS Ivanna Zaytseva  | 3 | 1 | 2 | 0 | 2      | 1      | +1     |
| BUL Borislava Ganeva | 3 | 1 | 0 | 2 | 4      | 7      | -3     |
| FIN Helena Kuusisto  | 3 | 0 | 1 | 2 | 0      | 3      | -3     |

|                      | Placar |                      |
| -------------------- | ------ | -------------------- |
| TUR Meltem Hocaoglu  | 5–0    | BUL Borislava Ganeva |
| FIN Helena Kuusisto  | 0–0    | RUS Ivanna Zaytseva  |
| TUR Meltem Hocaoglu  | 0–0    | RUS Ivanna Zaytseva  |
| FIN Helena Kuusisto  | 0–2    | BUL Borislava Ganeva |
| BUL Borislava Ganeva | 1–2    | RUS Ivanna Zaytseva  |
| TUR Meltem Hocaoglu  | 1–0    | FIN Helena Kuusisto  |

## Finais
|  | Semifinais          | Semifinais          |   |                     | Final               | Final |  |
|  |                     |                     |   |                     |                     |       |  |
|  |                     |                     |   |                     |                     |       |  |
|  | CRO Maša Martinović | 5                   |   |                     |                     |       |  |
|  | RUS Ivanna Zaytseva | 2                   |   |                     |                     |       |  |
|  |                     |                     |   |                     |                     |       |  |
|  |                     |                     |   |                     |                     |       |  |
|  |                     |                     |   |                     | CRO Maša Martinović | 5     |  |
|  |                     | TUR Meltem Hocaoglu | 0 |                     |                     |       |  |
|  |                     |                     |   |                     |                     |       |  |
|  |                     |                     |   |                     |                     |       |  |
|  |                     |                     |   |                     | Disputa pelo bronze |       |  |
|  |                     |                     |   |                     |                     |       |  |
|  | SWE 'Hana Antunovic | 2                   |   | RUS Ivanna Zaytseva | 2                   |       |  |
|  | TUR Meltem Hocaoglu | 3                   |   |                     | SWE Hana Antunovic  | 1     |  |